# Concours complet d'équitation par équipes aux Jeux olympiques d'été de 2012
Navigation
Pékin 2008 Rio de Janeiro 2016
L'épreuve du concours complet par équipes des Jeux olympiques d'été 2012 de Londres se déroule au Greenwich Park, du 28 au 31 juillet 2012.

## Règlement
Le concours complet consiste à enchaîner 3 épreuves :
- un premier test de dressage
- le cross qui se déroule sur un parcours de 6,270 km, à effectuer à 570 mètres par minute, en franchissant 40 obstacles fixes.
- un parcours de saut d'obstacles

## Format de la compétition
Les équipes nationales sont composées de 5 cavaliers. Le classement se fait sur les 3 meilleurs à l'issue des 3 tests, dressage, cross et saut d'obstacles. Ensuite les 25 mieux classés se départagent sur une seconde épreuve de saut d'obstacles pour le titre individuel.
Pour déterminer les médailles, les scores des trois épreuves sont additionnés.

## Programme
Tous les temps correspondent à l'UTC+1
| Date                     | Horaire | Manche           |
| ------------------------ | ------- | ---------------- |
| Samedi 28 juillet 2012   | 10 h 00 | Dressage         |
| Dimanche 29 juillet 2012 | 10 h 00 | Dressage         |
| Lundi 30 juillet 2012    | 12 h 30 | Cross-country    |
| Mardi 31 juillet 2012    | 10 h 30 | Saut d'obstacles |

## Résultats
| Classement                          | Pays             | Dressage | Cross-country | Saut d'obstacles |
| ----------------------------------- | ---------------- | -------- | ------------- | ---------------- |
| Médaille d'or, Jeux olympiques      | Allemagne        | 119,1    | 124,7         | 133,7            |
| Médaille d'argent, Jeux olympiques  | Grande-Bretagne  | 127      | 130,2         | 138,2            |
| Médaille de bronze, Jeux olympiques | Nouvelle-Zélande | 128,2    | 133,4         | 144,4            |
| 4                                   | Suède            | 128,2    | 131,4         | 148,4            |
| 5                                   | Irlande          | 152,1    | 178,8         | 184,8            |
| 6                                   | Australie        | 122,1    | 173,4         | 186,4            |
| 7                                   | États-Unis       | 138,8    | 155,2         | 208,6            |
| 8                                   | France           | 142,9    | 177,7         | 230,6            |
| 9                                   | Brésil           | 170,4    | 269,2         | 295,2            |
| 10                                  | Belgique         | 139      | 185,8         | 1134,1           |
| 11                                  | Pays-Bas         | 154,5    | 1136,7        | 1161,7           |
| 12                                  | Japon            | 130,7    | 1191          | 1207             |
| 13                                  | Canada           | 154,1    | 1177,4        | 2071,2           |

## Sources
- Le site officiel du Comité international olympique
- Site officiel de Londres 2012